# ماريولينا دي فانو
ماريولينا دي فانو (1940 - 2020)، هي ممثلة إيطالية ولدت بمدينة باري في 14 أكتوبر 1940، وتوفيت يوم 18 أغسطس 2020 في منزلها بمدينة باري بسبب مرض عن عمر يناهز 79 عامًا.